# Élections législatives de 1919 dans l'Ain
Les élections législatives dans l'Ain ont lieu les dimanche 16 novembre 1919 et 30 novembre 1919. Elles ont pour but d'élire les députés représentant le département à la Chambre des députés pour un mandat de quatre années.

## Mode de scrutin
De 1889 à 1914 l'élection se faisait au scrutin d'arrondissement, soit un mode uninominal majoritaire à deux tours. 
La loi du 12 juillet 1919 instaure un système mixte, alliant scrutin proportionnel plurinominal et scrutin majoritaire plurinominal à un tour dans le cadre du département. 
Même si dans les faits, le scrutin majoritaire prime sur le proportionnel : les législateurs ont introduit seulement une « dose de proportionnelle ».
L'électeur vote pour un candidat membre d'une liste (il peut panacher entre les listes) : l'Ain ayant 6 députés à élire l'on peut voter pour 6 candidats.
Les trois moyens d'être élu sont : 
1. D'une part, les candidats ayant rassemblé une majorité absolue de suffrages exprimés sur leur nom sont élus directement ;
2. Les sièges non pourvus sont répartis à la représentation proportionnelle, au quotient, entre les différentes listes (le score d'une liste étant bien entendu égal à l'addition des voix recueillies individuellement par les candidats qui y figurent) :

« On détermine le quotient électoral en divisant le nombre des votants, déduction faite des bulletins blancs ou nuls, par celui des députés à élire.
On détermine la moyenne de chaque liste en divisant par le nombre de ses candidats le total des suffrages qu'ils ont obtenus.
Il est attribué à chaque liste autant de sièges que sa moyenne contient de fois quotient électoral.
Les sièges restants, s'il y a lieu, seront attribués à la plus forte moyenne.
Les sièges seront, dans chaque liste, attribués aux candidats qui auront réuni le plus de suffrages. »
— Article 10
1. Enfin les sièges restants ont été tous attribués à la liste ayant recueilli le plus de voix.

Le but de ce changement était de mettre fin aux fiefs politiciens et de permettre la formation de majorités politiques plus larges et plus stables, capables de soutenir les différents gouvernements plus longtemps.

## Listes candidates
| N° | Candidats | Candidats             | Parti | Principales fonctions                                        |
| -- | --------- | --------------------- | ----- | ------------------------------------------------------------ |
| 01 |           | Eugène Chanal         | PRRRS | Député sortant, conseiller général                           |
| 02 |           | Adolphe Messimy       | PRRRS | Député sortant, conseiller général, maire de Charnoz-sur-Ain |
| 03 |           | Ernest Crépel         | PRRRS | Conseiller général, maire de Pougny                          |
| 04 |           | Antoine Blanc         | PRRRS | Conseiller général, maire de Groslée                         |
| 05 |           | Marie-Gabriel Boccard | PRRRS | Conseiller général, maire de Jujurieux                       |
| 06 |           | Léon Picquet          | PRRRS | Conseiller général, maire de Marboz                          |

| N° | Candidats | Candidats              | Parti | Principales fonctions                                   |
| -- | --------- | ---------------------- | ----- | ------------------------------------------------------- |
| 01 |           | Camille Mermod         | FR    | Industriel                                              |
| 02 |           | Pierre de Monicault    | FR    | Maire de Versailleux                                    |
| 03 |           | Georges André-Fribourg | ARD   | Professeur                                              |
| 04 |           | Joseph Margueron       | FR    |                                                         |
| 05 |           | Joseph Bernier         | ARD   | Conseiller général, adjoint au maire de Bourg-en-Bresse |
| 06 |           | Émile Couibes          | FR    | Industriel                                              |

| N° | Candidats | Candidats        | Parti | Principales fonctions                        |
| -- | --------- | ---------------- | ----- | -------------------------------------------- |
| 01 |           | René Nicod       | SFIO  | Maire d'Oyonnax                              |
| 02 |           | Paul Nicollet    | SFIO  | Médecin                                      |
| 03 |           | Antoine Geoffroy | SFIO  | Adjoint au maire de Bellegarde-sur-Valserine |
| 04 |           | Adolphe Odru     | SFIO  | Professeur                                   |
| 05 |           | Samuel Péry      | SFIO  | Conseiller municipal de Jujurieux            |
| 06 |           | Émile Bravet     | SFIO  | Patron de bar                                |

## Résultats

### Députés sortants et députés élus
|   | Circonscription   | Député élu       |  | Parti |
| - | ----------------- | ---------------- |  | ----- |
| 1 | Belley            | Maxime Laguerre  |  | PRRRS |
| 2 | Bourg-en-Bresse-1 | siège vacant     |  |       |
| 3 | Bourg-en-Bresse-2 | Laurent Derognat |  | RI    |
| 4 | Gex               | Ernest Crépel    |  | PRRRS |
| 5 | Nantua            | Eugène Chanal    |  | PRRRS |
| 6 | Trévoux           | Adolphe Messimy  |  | PRRRS |

| Liste                     | Député sortant         |  | Parti |
| ------------------------- | ---------------------- |  | ----- |
| Liste des combattants     | Pierre de Monicault    |  | FR    |
| Liste des combattants     | Camille Mermod         |  | FR    |
| Liste des combattants     | Joseph Bernier         |  | ARD   |
| Liste des combattants     | Georges André-Fribourg |  | ARD   |
| Liste radicale-socialiste | Antoine Blanc          |  | PRRRS |
| Liste socialiste unifiée  | René Nicod             |  | SFIO  |

### Résultats à l'échelle du département
| Liste          | Liste                     | Moyenne        | %      | Sièges | Candidat               | Candidat       | Tendance | Voix   | %     |
| -------------- | ------------------------- | -------------- | ------ | ------ | ---------------------- | -------------- | -------- | ------ | ----- |
|                | Liste des combattants     | 29 715         | 44,06  | 4      |                        | Camille Mermod | FR       | 30 210 | 44,80 |
|                | Liste des combattants     | 29 715         | 44,06  | 4      | Pierre de Monicault    | FR             | 29 953   | 44,42  |       |
|                | Liste des combattants     | 29 715         | 44,06  | 4      | Joseph Bernier         | ARD            | 29 821   | 44,22  |       |
|                | Liste des combattants     | 29 715         | 44,06  | 4      | Georges André-Fribourg | ARD            | 29 512   | 43,76  |       |
|                | Liste des combattants     | 29 715         | 44,06  | 4      | Émile Couibes          | FR             | 29 455   | 43,68  |       |
|                | Liste des combattants     | 29 715         | 44,06  | 4      | Joseph Margueron       | FR             | 29 344   | 43,51  |       |
|                |                           |                |        |        |                        |                |          |        |       |
|                | Liste radicale-socialiste | 18 282         | 27,11  | 1      |                        | Antoine Blanc  | PRRRS    | 18 980 | 28,14 |
|                | Liste radicale-socialiste | 18 282         | 27,11  | 1      | Marie-Gabriel Boccard  | PRRRS          | 18 921   | 28,06  |       |
|                | Liste radicale-socialiste | 18 282         | 27,11  | 1      | Léon Picquet           | PRRRS          | 18 645   | 27,65  |       |
|                | Liste radicale-socialiste | 18 282         | 27,11  | 1      | Eugène Chanal *        | PRRRS          | 18 416   | 27,31  |       |
|                | Liste radicale-socialiste | 18 282         | 27,11  | 1      | Ernest Crépel *        | PRRRS          | 18 240   | 27,05  |       |
|                | Liste radicale-socialiste | 18 282         | 27,11  | 1      | Adolphe Messimy *      | PRRRS          | 16 494   | 24,46  |       |
|                |                           |                |        |        |                        |                |          |        |       |
|                | Liste socialiste unifiée  | 18 181         | 26,96  | 1      |                        | René Nicod     | SFIO     | 18 948 | 28,10 |
|                | Liste socialiste unifiée  | 18 181         | 26,96  | 1      | Paul Nicollet          | SFIO           | 18 505   | 27,44  |       |
|                | Liste socialiste unifiée  | 18 181         | 26,96  | 1      | Samuel Péry            | SFIO           | 17 994   | 26,68  |       |
|                | Liste socialiste unifiée  | 18 181         | 26,96  | 1      | Antoine Geoffroy       | SFIO           | 17 941   | 26,60  |       |
|                | Liste socialiste unifiée  | 18 181         | 26,96  | 1      | Adolphe Odru           | SFIO           | 17 946   | 26,61  |       |
|                | Liste socialiste unifiée  | 18 181         | 26,96  | 1      | Émile Bravet           | SFIO           | 17 755   | 26,33  |       |
|                |                           |                |        |        |                        |                |          |        |       |
| Inscrits       | Inscrits                  | Inscrits       | 98 497 | 100,00 |                        |                |          |        |       |
| Abstentions    | Abstentions               | Abstentions    | 29 735 | 30,19  |                        |                |          |        |       |
| Votants        | Votants                   | Votants        | 68 762 | 69,81  |                        |                |          |        |       |
| Blancs et nuls | Blancs et nuls            | Blancs et nuls | 1 324  | 1,92   |                        |                |          |        |       |
| Exprimés       | Exprimés                  | Exprimés       | 67 438 | 98,08  |                        |                |          |        |       |